# Refrigeración termoeléctrica

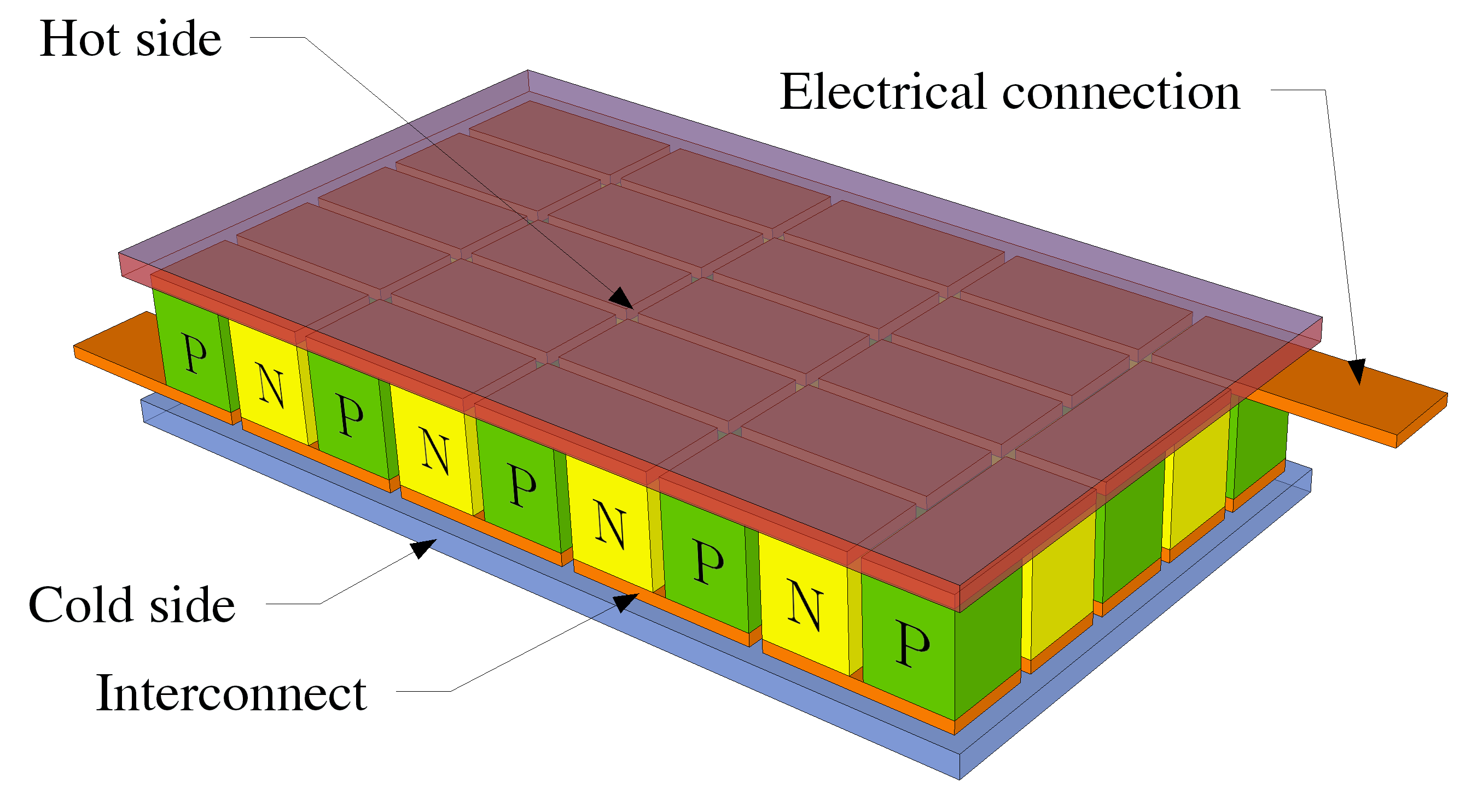
Esquema del efecto Peltier. Las patas termoeléctricas están térmicamente en paralelo y eléctricamente en serie.

Refrigerador termoeléctrico de convección libre (refrigerador Peltier) con contornos de temperatura de superficie del disipador de calor, con las trayectorias ascendentes del aire más cálido y descendentes del aire más frío, predicho usando un paquete de análisis CFD, cortesía de NCI-

La refrigeración termoeléctrica utiliza el efecto Peltier para crear un flujo térmico a través de la unión de dos materiales diferentes, como metales o semiconductores tipo P y N. Un refrigerador o calentador Peltier o una bomba de calor termoeléctrica es una bomba de calor activa en estado sólido que transfiere calor de un lado del dispositivo a otro oponiéndose al gradiente de temperatura, consumiendo para ello energía eléctrica. Un instrumento de este tipo también es conocido como dispositivo Peltier, diodo Peltier, bomba de calor Peltier, refrigerador de estado sólido o refrigerador termoeléctrico. Ya que el calentamiento se puede conseguir de manera más fácil y económica por otros muchos métodos, los dispositivos Peltier se usan principalmente para refrigeración. En cualquier caso, cuando se debe usar un único dispositivo tanto para enfriar como para calentar, puede ser aconsejable el uso de un dispositivo Peltier. Simplemente conectándolo con una fuente de tensión continua causa el enfriamiento de una de las partes, mientras que la otra se calienta. La efectividad de la bomba para mover el calor lejos del lado frío es totalmente dependiente de la cantidad de corriente proporcionada y de cómo se extraiga el calor de la otra parte, para lo que se pueden usar disipadores.
Los dispositivos Peltier pueden usarse como generador eléctrico si se logra mantener una diferencia de temperatura entre ambos lados.

## Ventajas
- No implica el uso de partes móviles
- Larga durabilidad del elemento refrigerante
- Reducir la temperatura de la CPU por debajo de la temperatura ambiente
- No necesita ni líquidos, ni gases refrigerantes.
- El nivel de refrigeración es proporcional a la cantidad de corriente que circula por la célula.

## Rendimiento
Las uniones termoeléctricas rondan generalmente el 5-10% de la eficiencia de un refrigerador ideal, comparado con el 40-50% conseguido por los sistemas convencionales de ciclo de compresión. Dada su relativa poca eficiencia, la refrigeración termoeléctrica suele utilizarse solo en entornos en los que importa más la naturaleza de estado sólido (sin partes móviles) que la eficiencia.
El rendimiento del refrigerador termoeléctrico de Peltier es función de la temperatura ambiente, la eficiencia de los intercambiadores de calor de las partes fría y caliente, la carga térmica, la geometría del módulo Peltier y sus parámetros eléctricos.
En cualquier caso, desarrollos recientes demuestran que los módulos de efecto Peltier podrían pronto superar a los motores de combustión interna tanto en eficiencia como en densidad de potencia para generadores basados en combustible (se debería indicar fuente para respaldo).

## Aplicaciones
Actualmente, uno de sus usos más comunes es como pieza refrigeradora de las CPU de los ordenadores. Otro uso muy común es en pequeñas vinotecas, ya que los vinos suelen requerir una temperatura entre los 12 y 18 °C lo que las hace ideales en ambientes no muy cálidos frente a las tradicionales de compresor.
También es utilizado en equipos deshumidificadores hogareños, debido a que este sistema genera menos ruido que el sistema por compresión y es más compacto.

## Principio de funcionamiento
Los refrigeradores termoeléctricos se basan en el efecto termoeléctrico. Cuando se hace circular una corriente a través de un dispositivo termoeléctrico convenientemente configurado, el calor es transportado de un lado del dispositivo al contrario.